# Elecciones presidenciales de Ecuador de 1992
Las elecciones presidenciales de Ecuador de 1992 constó de dos vueltas electorales, realizadas el domingo 17 de mayo de 1992 y domingo 5 de julio de ese mismo año. Resultó vencedor Sixto Durán Ballén con el 57,32% de los votos.

## Antecedentes
El gobierno de Rodrigo Borja Cevallos en su inicio tuvo mucha popularidad, pero al finalizar cayó bastante en su apoyo debido a que no pudo resolver los problemas económicos que afrontaba el país, siendo fuertemente criticado por su alto gasto público, provocando fuertes protestas en su contra por promesas incumplidas por parte de organizaciones sociales, en particular de los indígenas, quienes realizaron la primera protesta masiva indígena. Borja también fue criticado por tener una postura pasiva ante el creciente conflicto limítrofe con Perú. Por esta coyuntura política, la derecha recobró popularidad en el electorado.

### Precandidaturas retiradas
| Lista | Partido/Movimiento | Partido/Movimiento | Presidente   | Motivo                                                            |
| ----- | ------------------ | ------------------ | ------------ | ----------------------------------------------------------------- |
| 5     |                    | Democracia Popular | Jamil Mahuad | Impedido de ser candidato Endosa candidatura de Vladimiro Álvarez |

## Candidatos
Los siguientes fueron los candidatos a Presidente y Vicepresidente inscritos oficialmente en el Tribunal Supremo Electoral. 
Se específica el partido, movimiento o alianza política que patrocinaron a los candidatos como fueron inscritos en el Tribunal Supremo Electoral, incluyendo además los partidos nacionales inscritos en el TSE que apoyaron las candidaturas, siendo estos ordenados de acuerdo al número de lista:
| Lista | Partido / Movimiento                      | Partido / Movimiento                                       | Presidente                          | Cargos importantes                                           | Vicepresidente                     | Cargos importantes                                 | Eslogan                     |
| ----- | ----------------------------------------- | ---------------------------------------------------------- | ----------------------------------- | ------------------------------------------------------------ | ---------------------------------- | -------------------------------------------------- | --------------------------- |
| 2     |                                           | Partido Liberal Radical Ecuatoriano                        | Bolívar Chiriboga Valdivieso (Ind.) | Gerente de la Bolsa de Valores de Quito                      | Zoila Laad Manzo (Ind.)            | Abogada                                            |                             |
| 3     | Partido Assad Bucaram (Retirado el apoyo) | Partido Assad Bucaram (Retirado el apoyo)                  | Bolívar González Argüello (Ind.)    | Abogado                                                      | Wilson Drouet Tutiven (Ind.)       | Médico                                             |                             |
| 4     |                                           | Concentración de Fuerzas Populares                         | Averroes Bucaram Záccida (CFP)      | Presidente del Congreso Nacional (1985 - 1986) (1990)        | Patricio del Pozo Michelena (Ind.) | Ministro de Bienestar Social (1983 - 1984)         |                             |
| 5     |                                           | Democracia Popular                                         | Vladimiro Álvarez Grau (DP)         | Ministro de Gobierno (1983 - 1984)                           | Reinaldo Yanchapaxi Cando (DP)     | Vicepresidente del Congreso Nacional (1981 - 1982) | "¿Dónde está la plata?"     |
| 6     |                                           | Partido Social Cristiano                                   | Jaime Nebot Saadi (PSC)             | Diputado por Guayas (1990 - 1992)                            | Galo Vela Álvarez (PSC)            | Alcalde de Ambato (1984 - 1988)                    | "Juntos por el cambio ¡Ya!" |
| 8 1   |                                           | Partido Unidad Republicana Partido Conservador Ecuatoriano | Sixto Durán-Ballén Cordovez (PUR)   | Diputado Nacional (1984 - 1988)                              | Alberto Dahik Garzozi (PCE)        | Ministro de Economía y Finanzas (1986)             | "Un Nuevo Rumbo"            |
| 9     |                                           | Frente Amplio de Izquierda                                 | Gustavo Iturralde Nuñez (FADI)      | Vicerrector de la Universidad de Guayaquil                   | Édison Fonseca Garzón (FADI)       | Diputado por Chimborazo (1984 - 1986)              |                             |
| 10    |                                           | Partido Roldosista Ecuatoriano                             | Abdalá Bucaram Ortiz (PRE)          | Alcalde de Guayaquil (1984 - 1985)                           | Marco Proaño Maya (PRE)            | Diputado Nacional (1988 - 1992)                    | "La Fuerza de los Pobres"   |
| 12    |                                           | Izquierda Democrática                                      | Raúl Baca Carbo (ID)                | Presidente del Congreso Nacional (1980 - 1982) (1984 - 1985) | Jorge Gallardo Zavala (ID)         | Ministro de Economía y Finanzas (1988 - 1991)      | "Hablemos Claro!"           |
| 13    |                                           | Acción Popular Revolucionaria Ecuatoriana                  | Frank Vargas Pazzos (APRE)          | Jefe del Comando Conjunto de las F.F.A.A. (1984 - 1986)      | Alfredo Larrea Cuenca (Ind.)       | Diputado Alterno por Guayas (1984 - 1986)          | "Todos por la Patria"       |
| 15    |                                           | Movimiento Popular Democrático                             | Fausto Moreno Sánchez (MPD)         | Diputado por Loja (1986 - 1988)                              | Carlos Carrillo Muela (MPD)        | Diputado por Tungurahua (1984 - 1986)              | "Fuerza Joven, Vida Nueva"  |
| 17    |                                           | Partido Socialista Ecuatoriano                             | León Roldós Aguilera (Ind.)         | Vicepresidente de la República (1981 - 1984)                 | Alejandro Carrión Pérez (PSE)      | Diputado por Pichincha (1979 - 1984)               | "La Esperanza Vive"         |

## Sistema electoral
El presidente y vicepresidente de la República serán elegidos por mayoría absoluta de sufragios computados sobre el número total de votos válidos. Se entenderá por mayoría absoluta la mitad más uno de los votos válidos emitidos. Si en la primera vuelta ninguno de los binomios que compitan en la elección de presidente y vicepresidente de la República logrará mayoría absoluta, se realizará una segunda votación en la que se concretará la elección entre los dos binomios que hubieren alcanzado el mayor número de votos.

### Requisitos para ser Presidente
Para ser presidente de la República se requiere ser ecuatoriano por nacimiento; estar en goce de los derechos de ciudadanía; tener 35 años de edad, por lo menos, al momento de la elección; estar afiliado a uno de los partidos políticos reconocidos legalmente; y, elegido por mayoría absoluta de sufragios, en votación directa, universal y secreta, conforme a la ley. No puede ser elegido presidente de la República:
1. Quien ya haya ejercido la presidencia de la República
2. Quien fuere pariente del Presidente de la República en ejercicio, dentro del cuarto grado de consanguinidad o segundo de afinidad
3. Quien haya ejercido la vicepresidencia de la República en el período inmediatamente anterior a la elección
4. Quien sea ministro o secretario de Estado al tiempo de la elección o seis meses antes de esta
5. Quien sea miembro activo de la Fuerza Pública o lo hubiere sido seis meses antes de la elección
6. Quien sea ministro o religioso de cualquier culto
7. Quien personal o como representante de personas jurídicas tenga contratos en el Estado
8. Quien sea representante legal de compañías extranjeras

## Campaña Electoral

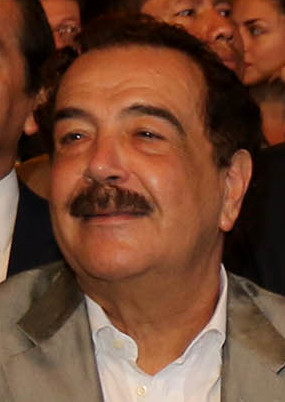
Guayaquil, martes 25 de julio del 2017 (Andes).-El presidente Lenin Moreno acudió a la fiesta popular que se realizó en conmemoración a los 482 de fundación de Guayaquil, en la gráfica lo acompaña el vicepresidente Jorge Glas, Jaime Nebot, alcalde de Guayaquil y varias autoridades locales.Foto:Andes/César Muñoz

La campaña estuvo marcada por discursos de liberalización de la economía, disminuir el gasto público y poder brindar una resolución al Conflicto limítrofe entre el Perú y el Ecuador. Estas elecciones tienen la particularidad de ser la primera y única vez en la historia política del país que el balotaje fue disputado entre dos candidatos ideológicamente de derecha. Los candidatos fueron: 

### Sixto Durán-Ballén - Partido Unidad Republicana
Sixto Durán Ballén en su tercera candidatura por la alianza Partido Unidad Republicana - Partido Conservador Ecuatoriano. Durán Ballén intentó obtener nuevamente la candidatura por el Partido Social Cristiano, pero la directiva encabezada por el expresidente León Febres-Cordero decidió presentar a Jaime Nebot, decisión que Sixto consideró como traición quien lo llamó traidor, que fue calificado por los miembros del PSC, desafiliándose del partido que fundó con Camilo Ponce Enríquez.
Inicialmente contempló retirarse de la política, pero líderes políticos insistieron en que se candidatice, por lo que formó el Partido Unidad Republicana para auspiciar su candidatura. Durán Ballén presentó un proyecto neoliberal enfocado en la liberalización de la economía y privatizar las empresas públicas para reducir el gasto público y solucionar la crisis económica, mientras que para el ámbito social y educativo seguía una línea conservadora, muy cercana a la Iglesia Católica. 
Por su postura más conciliadora y tolerante, y por haberse desmarcado del PSC y de su líder, León Febres Cordero, Durán Ballén obtuvo durante la segunda vuelta el apoyo de los partidos de izquierda, centro y derecha. Sixto se presentó como un político experimentado y sabio que podría llevar un gobierno serio y fuerte ante las problemáticas internas y el conflicto con el Perú, lo que permitió que gane fácilmente la presidencia.
Sus lemas de campaña fueron "Un nuevo rumbo", "Un Presidente en quien confiar", "Honradez, Trabajo, Experiencia", "Sixto: Un Presidente en quien confiar", "Solo en la palabra de Sixto podemos confiar, Un hombre que garantiza con su vida; Honradez, Trabajo y Experiencia", "En la palabra de Sixto sí podemos confiar", "Confía en su Honradez, Trabajo y Experiencia", "La voluntad de un pueblo", "Sixto Gana", "Un hombre en quien confiar", "Un amigo en quien confiar", "Honestidad, Trabajo, Experiencia", "El Presidente en quien confiar", "Progreso, Paz, Justicia", "Sixto: El Presidente en quien confiar", "El hombre en quien confiar", "El amigo en quien confiar", "Sixto: El Presidente que confía en los deportistas" (Utilizado en la campaña presidencial apelada al target deportistas y jóvenes previo a los —un día antes del último día del gobierno saliente de Rodrigo Borja y primer día del gobierno entrante de Sixto Durán-Ballén en la Ceremonia de Posesión Presidencial y Cambio de Mando Presidencial— debido a la fiebre del Campeonato Nacional de Fútbol 1992 con los partidos de la fecha 13 de la Primera Etapa de este torneo del mismo año de los días 30 y 31 de mayo de 1992 tales como: Deportivo Quito vs. Green Cross —el marcador final fue 6-0—, Técnico Universitario vs. Universidad Católica —el marcador final fue 1-0—, Liga de Quito vs. Aucas en el Superclásico Capitalino —el marcador final fue 1-1—, Delfín vs. Barcelona —el marcador final fue 2-0—, Valdez vs. Deportivo Cuenca —el marcador final fue 0-1— y Emelec vs. El Nacional —el marcador final fue 0-0—, los partidos de la fecha 14 de la Primera Etapa de este torneo del mismo año de los días 6 y 7 de junio de 1992 tales como: Técnico Universitario vs. Delfín —el marcador final fue 1-0—, El Nacional vs. Valdez —el marcador final fue 4-3—, Deportivo Cuenca vs. Aucas —el marcador final fue 2-1—, Green Cross vs. Liga de Quito —el marcador final fue 1-4—, Barcelona vs. Deportivo Quito —el marcador final fue 7-1— y Universidad Católica vs. Emelec —el marcador final fue 1-1—, el partido pendiente de la fecha 5 de la Primera Etapa de este torneo del mismo año del día 11 de junio de 1992 como: Liga de Quito vs. Barcelona —el marcador final fue 0-0—, los partidos de la fecha 15 de la Primera Etapa de este torneo del mismo año de los días 13 y 14 de junio de 1992 tales como: Aucas vs. Universidad Católica —el marcador final fue 3-1—, Delfín vs. Deportivo Cuenca —el marcador final fue 1-1—, Liga de Quito vs. Técnico Universitario —el marcador final fue 1-1—, Valdez vs. Barcelona —el marcador final fue 0-1—, Deportivo Quito vs. El Nacional —el marcador final fue 0-2— y Emelec vs. Green Cross —el marcador final fue 1-0—, el partido pendiente de la fecha 10 de la Primera Etapa de este torneo del mismo año del día 17 de junio de 1992 como: Técnico Universitario vs. Barcelona —el marcador final fue 0-0—, los partidos de la fecha 16 de la Primera Etapa de este torneo del mismo año de los días 20 y 21 de junio de 1992 tales como: Green Cross vs. Delfín —el marcador final fue 1-0—, Universidad Católica vs. Valdez —el marcador final fue 0-0—, Técnico Universitario vs. Deportivo Quito —el marcador final fue 0-0—, El Nacional vs. Aucas —el marcador final fue 1-1—, Deportivo Cuenca vs. Emelec —el marcador final fue 3-2— y Barcelona vs. Liga de Quito —el marcador final fue 3-3— y los partidos de la fecha 17 de la Primera Etapa de este torneo del mismo año del día 28 de junio de 1992 tales como: El Nacional vs. Técnico Universitario —el marcador final fue 1-0—, Liga de Quito vs. Deportivo Cuenca —el marcador final fue 4-1—, Green Cross vs. Universidad Católica —el marcador final fue 4-1—, Aucas vs. Barcelona —el marcador final fue 1-0—, Valdez vs. Deportivo Quito —el marcador final fue 2-1— y Emelec vs. Delfín —el marcador final fue 6-1—, la fiebre de la Copa Libertadores de América 1992 con los partidos de la participación del Barcelona Sporting Club en semifinales de esta copa del mismo año ante São Paulo de Brasil —en el partido de ida derrota por 3 a 0 en el Morumbi de São Paulo - Brasil el 27 de mayo de 1992 y en el partido de vuelta victoria por 2 a 0 en el Monumental de Guayaquil el 3 de junio de 1992, pero en el marcador global derrota por 3 a 2— y la final de esta copa del mismo año São Paulo de Brasil vs. Newell's Old Boys de Argentina —en el partido de ida derrota por 1 a 0 en el Gigante de Arroyito de Rosario - Argentina el 10 de junio de 1992 y en el partido de vuelta victoria por 1 a 0 en el Morumbi de São Paulo - Brasil el 17 de junio de 1992, pero en la definición de penales victoria por 3 a 2 y en el marcador global empate por 1 a 1, pero victoria por 3 a 2 en la definición de penales y, en consecuencia, São Paulo de Brasil se coronó Campeón de la Copa Libertadores de América 1992— y la fiebre de la Eurocopa Suecia 1992 del 10 al 26 de junio de 1992 el campeón de la Eurocopa de Suecia de este año fue Dinamarca ocurrido en lo que va desde el inicio de campaña electoral del candidato Sixto Durán-Ballén, en la segunda vuelta electoral de las elecciones presidenciales de 1992, el 25 de mayo de 1992, un día después de la recordación, el festejo, la conmemoración y la celebración de los 170 años de la Batalla del Pichincha hasta el cierre de campaña electoral del candidato Sixto Durán-Ballén, en la segunda vuelta electoral de las elecciones presidenciales de 1992, el 2 de julio de 1992 antes de los Juegos Olímpicos de Barcelona 1992), "Sixto: El Presidente en quien confiamos" (Utilizado en la campaña presidencial especial y emocional difundido a propósito del Día del Niño que conecta las necesidades, expectativas y sueños de los niños ecuatorianos con el candidato Sixto Durán-Ballén con motivo del Día del Niño ocurrido el 1 de junio de 1992), "Sixto: El Presidente en quien nosotros confiamos" (También utilizado en la campaña presidencial especial y emocional difundido a propósito del Día del Niño que conecta las necesidades, expectativas y sueños de los niños ecuatorianos con el candidato Sixto Durán-Ballén con motivo del Día del Niño ocurrido en aquel día), "Sixto: Feliz Día TIERRA!" (Utilizado en la campaña presidencial especial y emocional difundido a propósito del Día del Medioambiente para conectar con targets jóvenes y sus aspiraciones en temas ambientales y del planeta tierra con el candidato Sixto Durán-Ballén con motivo del Día del Medioambiente ocurrido el 5 de junio de 1992), "Sixto: Felicidades Papá!" (Utilizado en la campaña presidencial especial y emocional difundido a propósito del Día del Padre que conecta las necesidades, expectativas y sueños de los padres ecuatorianos con el candidato Sixto Durán-Ballén con motivo del Día del Padre ocurrido el 21 de junio de 1992), "Yo confío en Sixto", "Sí, Sí, Sixto", "Sí, Sí, Sixto Presidente del '92", "Sixto '92 cuenta conmigo!", entre otros. En esta campaña se presentaron sus cuñas musicales más recordadas tales como: "Sixto Presidente, El Pueblo va a ganar", "Sixto Gana" al son de la melodía de "La bilirrubina" interpretada por Juan Luis Guerra y "Sí, Sí, Sixto" al son de la melodía de "Argentina te queremos ver campeón" interpretada por el grupo de músicos argentinos formado especialmente para la ocasión de la Selección de Argentina con motivo del Mundial de 1978 celebrada en Argentina bajo el nombre de la agrupación musical argentina de finales de los 70´s denominado Los Campeones, liderados por el cantante argentino Néstor Rama y un coro integrado por los empleados del sello discográfico Philips y otros conocidos del músico argentino, estas 2 últimas estuvieron basadas en sus lemas de aquella campaña. Fueron prevalentes en el balotaje cuñas de campaña de desprestigio relacionando a su principal contendor Jaime Nebot, usando cuña con el tema de la melodía de la canción "María Cristina me quiere gobernar" del género son cubano para representar al candidato rival, advirtiendo que con Nebot, quería gobernar el poder mirando a los mismos de siempre querían gobernar el poder es para que el pueblo recordó quienes buscaron el poder desde hace tantos años y querían volver a pescar en río revuelto. Todos apoyando a Nebot contra Sixto.
Es hasta la actualidad el presidente de mayor edad en asumir por primera vez el poder a sus 71 años, el cuarto presidente nacido en el extranjero y el segundo nacido en Estados Unidos.

### Jaime Nebot - Partido Social Cristiano
Jaime Nebot, exgobernador del Guayas durante el gobierno de León Febres Cordero y Diputado Nacional. Su candidatura se basó en explotar su juventud y vender la idea de la necesidad de un cambio generacional en la política, siendo escogido como candidato del PSC como resultado de tener el absoluto apoyo y confianza de Febres Cordero, siendo considerado como su heredero político, lo cual causó resistencia a su candidatura, siendo cuestionada su independencia y su capacidad de gobernar sin la constante influencia del controversial expresidente, resultando en su derrota ante Durán Ballén. Ganó únicamente en las provincias ecuatorianas del Guayas y Bolívar solamente en la primera vuelta y después ganó únicamente en las provincias ecuatorianas del Guayas, Los Ríos y Bolívar solamente en la segunda vuelta. En esta campaña se presentaron sus cuñas musicales más recordadas como son: "Todos Juntos con Nebot, Todos Juntos por el cambio ¡Ya!" del género rap el género musical está de moda interpretada por el rapero ecuatoriano nacido en Estados Unidos, AU-D en 2 versiones, "Si yo pudiera votar, Votaría por Jaime Nebot", "Vamos Pueblo, Vamos al Cambio!" en 2 versiones, "Con los mismos No. Con Nebot Sí", "Pantalones de Acero" (Versión 1992), "Nebot Presidente, Nebot va a ganar" al son de la melodía de "Sixto Presidente, El Pueblo va a ganar" y "Un paso más". Fueron prevalentes en el balotaje cuñas de campaña de desprestigio relacionando a su principal contendor Sixto Durán-Ballén, usando cuña con el tema de la melodía de la canción "María Cristina me quiere gobernar" del género son cubano para representar al candidato rival, advirtiendo que con Sixto, quisiera gobernar el poder no estaba mirando a los mismos de siempre querían engañar y no querían gobernar el poder es para que el pueblo recordó quienes buscaron el poder desde hace tantos años y querían volver a pescar en río revuelto. Todos apoyando a Sixto contra Nebot.
Sus lemas de campaña fueron "Juntos por el cambio ¡Ya!", "Por una vida mejor", "Juntos por el cambio!", "Una generación nueva por un Ecuador nuevo", "La esperanza para un nuevo Ecuador", "Acción y Energía", "Es el Cambio!!", "Métele un Gol al Gobierno, Vota Nebot Presidente", "En la Copa, Nebot con el Ídolo. En la Presidencia, Nebot con el Pueblo", "Las obras lo dicen: Nebot, Ayer.... Gobernador del Deporte. Mañana. Presidente del Deporte", "No te dejes meter un autogol.... Vota Nebot Presidente", "A pesar de la Campaña Sucia y de los Fauls.... Nebot Presidente", "Nebot: Decisión y Voluntad para cambiar el país", "Es la alternativa del Cambio!!", "Con capacidad y decisión, Vamos al cambio!", "La elección es simple o Acción y Energía o Continuar igual y peor cuatro años más, no nos equivoquemos otra vez. Tú decides", "Por los derechos de los niños", "Vamos al Cambio!", "Sí, Es el cambio Ya!", "Tú decides, El continuismo o el cambio Ya!", "O vamos al cambio O seguimos como estamos. Tú decides", "Sí al cambio Ya!", "Es el Triunfo del Pueblo, Es el Triunfo del nuevo Ecuador", "Dile No al continuismo, Dile Sí al cambio Ya!", "No a la pobreza! Sí al cambio!", "Hacia La Victoria", entre otros.

### Abdalá Bucaram - Partido Roldosista Ecuatoriano
Abdalá Bucaram, quién mantuvo una campaña similar a la pasada, enfocándose en presentar una imagen mesíanica y de mártir por haber estado en el exilio en dos ocasiones. Bucaram desde su segundo retorno al país en 1990 se mantuvo en campaña permanente, frecuentemente contratando espacios políticos en la televisión nacional y realizando mítines políticos. Su campaña fue agresiva, usando la lucha de clases en su discurso, insultando al expresidente Febres Cordero, al presidente Borja, a los políticos de derecha, a los políticos de centroizquierda y a los políticos de izquierda, a quienes denominaba como "la oligarquía". Presentó una imagen mesiánica que captó a los sectores populares de la costa. Utilizaron cuñas musicales con imágenes de la población en pobreza extrema, siendo la más recordada "Hermano Pueblo", que representaba la miseria y desatención en que se encontraba sumida el pueblo, aludiendo a sus principales contendores y los gobiernos de turno como responsables de estas circunstancias y "Familia!", utilizando a su favor la imagen de un niño pobre de la edad de 12 años, que vivía en el suburbio en condiciones marginales, y además es recordada su cuña "El Velero", en la que presentaba su vida en el exilio en Panamá con la canción El velero de José Luis Perales como fondo musical al finalizar el sufragio Bucaram obtuvo el tercer lugar. Ganó únicamente en las provincias costeñas de Esmeraldas, Los Ríos y El Oro solamente en la primera vuelta.
Sus lemas de campaña fueron "La Fuerza de los Pobres", "Cambio 92", entre otros.

### Raúl Baca Carbo - Izquierda Democrática
Raúl Baca Carbo candidato oficialista, exalcalde de Guayaquil, expresidente del Congreso y Ministro de Bienestar Social de Rodrigo Borja Cevallos fue escogido por la ID como precandidato compitiendo con el expresidente del Congreso y exministro de Gobierno Andrés Vallejo, teniendo ambos el apoyo del presidente Borja, siendo seleccionado Baca por presentar una imagen más independiente de Borja. La pobre aceptación de Borja al final de su período, además de crecientes acusaciones de corrupción, acabó dinamitando su candidatura obteniendo el cuarto lugar. Su lema de campaña fue "Hablemos Claro!".

### Frank Vargas Pazzos - Acción Popular Revolucionaria Ecuatoriana
Frank Vargas Pazzos por Acción Popular Revolucionaria Ecuatoriana, excomandante de la Fuerza Aérea Ecuatoriana, personaje principal durante la crisis política del gobierno de Febres Cordero denominada como "El Taurazo", presentado por segunda y penúltima vez como candidato por el APRE, partido populista de corte progresista aprovechando su reconocimiento nacional.

### León Roldós - Partido Socialista Ecuatoriano
León Roldós, exvicepresidente de Osvaldo Hurtado, hermano del fallecido presidente Jaime Roldós, presentado por primera vez como candidato por el Partido Socialista Ecuatoriano, partido de la izquierda de corte socialista aprovechando su reconocimiento nacional.

## Sondeos a boca de urna

### Primera vuelta
| Fecha      | Encuesta | Sixto Durán Ballén | Jaime Nebot | Otros |
| ---------- | -------- | ------------------ | ----------- | ----- |
| 17/05/1992 | Cedatos  | 33,2%              | 26,8%       | 40%   |

### Segunda vuelta
| Fecha      | Encuesta | Sixto Durán Ballén | Jaime Nebot |
| ---------- | -------- | ------------------ | ----------- |
| 05/07/1992 | Cedatos  | 55,9%              | 44,1%       |

## Resultados
|  | 31.87 % |

|  | 57.32 % |

|  | 25.03 % |

|  | 42.68 % |

|  | 21.97 % |

|  | 8.45 % |

|  | 3.15 % |

|  | 2.58 % |

|  | 1.95 % |

|  | 1.89 % |

|  | 1.34 % |

|  | 0.96 % |

|  | 0.46 % |

|  | 0.35 % |

|  | 100 % |

|  | 100 % |

### Resultados de la Primera Vuelta a nivel provincial
| Provincias       | Sixto Durán Ballén | Jaime Nebot | Abdalá Bucaram | Raúl Baca Carbo | Frank Vargas Pazzos | León Roldós | Fausto Moreno | Vladimiro Álvarez | Averroes Bucaram | Bolívar Chiriboga | Gustavo Iturralde | Bolívar González |
| ---------------- | ------------------ | ----------- | -------------- | --------------- | ------------------- | ----------- | ------------- | ----------------- | ---------------- | ----------------- | ----------------- | ---------------- |
| Azuay            | 39,4%              | 12,7%       | 12,8%          | 18,2%           | 1,9%                | 6,8%        | 2,2%          | 4,1%              | 0,7%             | 0,6%              | 0,4%              | 0,3%             |
| Bolívar          | 29,5%              | 31,5%       | 10,2%          | 17,1%           | 1,7%                | 1,2%        | 0,8%          | 1,7%              | 0,9%             | 4,4%              | 0,6%              | 0,4%             |
| Cañar            | 30,1%              | 24%         | 19,9%          | 12,4%           | 1,5%                | 5,6%        | 3,1%          | 1,4%              | 0,5%             | 0,7%              | 0,6%              | 0,3%             |
| Carchi           | 38,5%              | 9,6%        | 18,9%          | 15,4%           | 2,8%                | 5,9%        | 2,3%          | 2,1%              | 0,5%             | 2,8%              | 0,7%              | 0,3%             |
| Cotopaxi         | 32,4%              | 15,4%       | 19,3%          | 9,4%            | 6,7%                | 2,1%        | 2,9%          | 7,9%              | 1,6%             | 1,2%              | 0,5%              | 0,6%             |
| Chimborazo       | 34,7%              | 13,9%       | 12,8%          | 15,7%           | 4,7%                | 4,5%        | 5,4%          | 2,8%              | 3%               | 1%                | 1%                | 0,7%             |
| El Oro           | 24,1%              | 23,5%       | 36,7%          | 6,9%            | 1,1%                | 2,6%        | 1,8%          | 0,9%              | 1,5%             | 0,2%              | 0,5%              | 0,3%             |
| Esmeraldas       | 16,7%              | 20,4%       | 43,2%          | 10%             | 0,7%                | 1,1%        | 1,5%          | 2,9%              | 1,5%             | 1,1%              | 0,6%              | 0,4%             |
| Galápagos        | 36%                | 23,3%       | 17,2%          | 12,1%           | 2,6%                | 0,7%        | 0,4%          | 5,2%              | 1,2%             | 0,5%              | 0,6%              | 0,2%             |
| Guayas           | 17,4%              | 45,1%       | 28,2%          | 3,1%            | 1,5%                | 1,5%        | 0,6%          | 0,7%              | 1,1%             | 0,3%              | 0,4%              | 0,2%             |
| Imbabura         | 34,6%              | 13,9%       | 21,8%          | 13,3%           | 4,5%                | 5%          | 3,6%          | 1,3%              | 0,5%             | 0,6%              | 0,5%              | 0,3%             |
| Loja             | 26,4%              | 19,1%       | 16,6%          | 11,9%           | 1%                  | 3%          | 7,6%          | 3,3%              | 8,4%             | 2%                | 0,4%              | 0,4%             |
| Los Ríos         | 19,8%              | 31,4%       | 38,6%          | 3,4%            | 1,2%                | 0,9%        | 0,9%          | 1,4%              | 1,3%             | 0,3%              | 0,5%              | 0,2%             |
| Manabí           | 29,6%              | 24,9%       | 25,9%          | 6,6%            | 3,9%                | 1,1%        | 0,6%          | 0,9%              | 1,5%             | 4,3%              | 0,4%              | 0,4%             |
| Morona Santiago  | 32,9%              | 14,2%       | 6,5%           | 19,2%           | 1,5%                | 10,3%       | 2,8%          | 11,4%             | 0,4%             | 0,3%              | 0,3%              | 0,2%             |
| Napo             | 27,3%              | 16,1%       | 9,7%           | 15,4%           | 8,1%                | 1,8%        | 2,8%          | 5,1%              | 7,6%             | 0,5%              | 0,4%              | 5,1%             |
| Pastaza          | 43,5%              | 11,2%       | 13,3%          | 11,2%           | 4,2%                | 5,8%        | 1%            | 2%                | 1,1%             | 3,4%              | 3%                | 0,3%             |
| Pichincha        | 55,2%              | 9,5%        | 10,7%          | 10,8%           | 5,6%                | 2,6%        | 2,3%          | 1,9%              | 0,3%             | 0,4%              | 0,4%              | 0,3%             |
| Sucumbíos        | 24,9%              | 15,7%       | 14%            | 12%             | 16,2%               | 3,3%        | 1%            | 11,4%             | 0,4%             | 0,4%              | 0,2%              | 0,5%             |
| Tungurahua       | 38,9%              | 20,7%       | 19,2%          | 7,7%            | 3,9%                | 3,6%        | 2,1%          | 1,6%              | 0,7%             | 0,7%              | 0,4%              | 0,4%             |
| Zamora Chinchipe | 21,4%              | 18,8%       | 20,2%          | 6,1%            | 0,5%                | 6,4%        | 7,8%          | 4,7%              | 12,7%            | 0,5%              | 0,5%              | 0,5%             |

### Resultados del balotaje a nivel provincial
| Provincias       | Sixto Durán Ballen | Jaime Nebot |
| ---------------- | ------------------ | ----------- |
| Azuay            | 80,4%              | 19,6%       |
| Bolívar          | 44,4%              | 55,6%       |
| Cañar            | 68%                | 32%         |
| Carchi           | 77,1%              | 22,9%       |
| Cotopaxi         | 75,1%              | 24,9%       |
| Chimborazo       | 73,1%              | 26,9%       |
| El Oro           | 59,5%              | 40,5%       |
| Esmeraldas       | 51,9%              | 48,1%       |
| Galápagos        | 70,5%              | 29,5%       |
| Guayas           | 33,5%              | 66,5%       |
| Imbabura         | 74%                | 26%         |
| Loja             | 63,8%              | 36,2%       |
| Los Ríos         | 40,5%              | 59,5%       |
| Manabí           | 51,5%              | 48,5%       |
| Morona Santiago  | 68,6%              | 31,4%       |
| Napo             | 62%                | 38%         |
| Pastaza          | 74%                | 26%         |
| Pichincha        | 80,7%              | 19,3%       |
| Sucumbíos        | 60,1%              | 39,9%       |
| Tungurahua       | 63,1%              | 36,9%       |
| Zamora Chinchipe | 69,3%              | 30,7%       |

Fuente: